# Johan Kurzenberg
Johan Kurzenberg (* 1993 in Neubrandenburg) ist ein deutscher Radiomoderator.
Von August 2018 bis Ende November 2022 moderierte Johan Kurzenberg die Morningshow beim hessischen Privatsender Planet Radio. Der „Wake Up Club mit Sarah und Johan“ wurde täglich zwischen 05:50 und 09:50 Uhr gesendet. Im Dezember 2022 übernahm er die Morningshow beim Radiosender NRW1.
Während seiner Schulzeit moderierte Johan Kurzenberg bereits eine eigene wöchentliche Radioshow beim Offenen Kanal NB-Radiotreff 88,0. Zwischen 2013 und 2018 arbeitete er während seines Studiums der Politikwissenschaften beim Berliner Radiosender 98.8 KISS FM und absolvierte dort sein Volontariat.
Neben seiner Tätigkeit im Radio steht Johan Kurzenberg für verschiedene Events auf der Bühne und moderiert u. a. als Hallensprecher in der Fraport Arena die Heimspiele der BBL-Basketballmannschaft Fraport Skyliners.